# Szentsimon
Szentsimon 1978 óta Ózdhoz tartozó egykor önálló község. Néprajzilag a Barkósághoz tartozik.

## Fekvése
A Bükk-vidék központjától északra, Ózd központjától 5 km-re nyugatra, a Hangony-patak völgyében található a 2306-os út mentén.

## Története
Hangony-puszta néven említik írásban először egy 1214-ből származó oklevélben. Ekkor a Hangonyi nemzetség szállásföldjéhez tartozott, majd a rimaszécsi Széchy Balog nemzetség kapta királyi adományul. 1247-ben Szentsimonúr a neve, temploma védőszentjéről. Az 1427-es összeírás szerint a falu Szécsi Miklós birtoka. Ekkor 55 portát jegyeztek fel, amelynek névjegyzéke szervezett (délvidéki?) betelepítésre utal. Templomának freskói 1330 és 1423-as évekből származnak.
1554-ben a török hódoltság peremén kettős adóztatású terület lett. 1553-ban Báthory Andrásnak még 25 portája volt a faluban és két új házat is építtetett, de rövidesen elkezdődött az elszegényedés. A szomszéd faluban épített hangonyi pálos monostort is elpusztítja a török, s 1567-ben már pusztultként jegyzik fel. Ezzel a szentsimoni plébánia válik a környék egyházi központjává. Alsó- és Felsőhangony, Uraj, Susa és Jéne is ide tartozik, a környék  első iskoláját is Szentsimonban létesítik.
1578-ban még Széchy Tamásé volt a falu, de 1588-ban már nem szerepelt neve a birtokosok között. A hitújítás viharai a templomon nyomon követhetők. 1650-ben készítik a templom festett famennyezetét. 1652-ben Wesselényi Ferencnek, 22 egész, 2 zsellér, 30 elhagyott és 15 paraszt portája volt itt.
1683-ban a török felégette a falut. 1687-re a lakosság teljesen elfogyott, rövid időre lakatlan község lett. 9 megmaradt család visszatért. Az 1700-as évek elejétől gyarapodni kezdett a község, többen visszatértek, de újak is költöztek ide. 1785-ben már 67 család élt itt 423 lélekszámmal.
1730-ban gróf Csáky Imre bíboros megvette a falut. A birtokot tiszttartó útján irányították, akinek házat is építettek. Ez lett később a Község, majd Tanácsháza, napjainkban pedig a közművelődést szolgálja. Az 1867-es jobbágyfelszabadításkor 42 db 24 holdas telket osztottak ki. A maradékot a Csákyak eladták az 1890-es években Miklovics rimaszombati ügyvédnek, aki Grossz Jánosnak adta tovább. Ő a Fenyvesallya alatt egy tanyát építtetett, amit később a Dobos testvérek béreltek, majd TSZ tulajdonba került.
1911-ben új templom építését határozták el, de az első világháború miatt soha nem épült föl.
1911-től kövezett út kötötte össze Ózddal, ahol az 1846-ban létesült vasgyár gyors fejlődésnek indult.
A trianoni békeszerződésig Gömör és Kis-Hont vármegye egyik legdélebbi települése volt a Rimaszécsi járásban.
1920-ban a magyar-csehszlovák országhatárt a község északi határvonalán húzta meg.
A Felvidék egy részének visszacsatolásával 1938-ban megszűnt a község határán az országhatár, de a korábbi rimavölgyi kapcsolatok nem álltak helyre. A világháborúknak 61 áldozata volt. Egyre többen vállaltak munkát Ózdon, de nem költöztek be a városba. 1970-ben 1234 a lakosok száma. A községet 1978. december 31-én Ózdhoz csatolták, amellyel már összeépült, ezzel megszűnt közigazgatási önállósága.

## Látnivalók

### Római katolikus templom
Árpád-kori római katolikus templom 1423-ban festett freskókkal és 1650-ben készített kazettás mennyezetével. Az 1200-as években épült Simon és Júdás Tádé (Jézus rokona) apostolok tiszteletére  a település szélén levő kisebb mesterséges dombon.  Nyárád- és Csíkszentsimon (mindkettő Erdélyben) van még erről a két védőszentről elnevezve a történelmi Magyarországon. A templomot valószínűleg a rimaszécsi Széchy Balog család építtette, akik királyi adományul kapták a települést a Berény nembéli Hangonyiak foglalásbirtokából. 1214-ben a települést még  Hangonypusztának, 1247-ben már Szentsimonúrnak nevezték, a templomról. A templomhajó régen egyenesen záródott, a falak oldalait és sarkait támpillérek erősítették. Ez valószínűsíti, hogy egykor boltozatos mennyezete lehetett. Tornya nem volt, bejáratát a déli falon alakították ki (ma a gyóntatószék mögött van), ablaka is csak itt volt, magasan, lőrésszerűen kiképezve. A templomot később megnagyobbították, így nyerte el a mai alaprajzát. A további bővítések, átalakítások során szentélyt, a nyeregtetőre nyolcszögű huszártornyot építettek. Ezt sokszögű sisakkal fedték be, alatta alakították ki az újabb kori bejáratot.
A legutóbbi bővítésnél épült a sekrestye és az oldalbejárathoz az előtér. Az átépítések pontos időpontjáról hiteles adataink nincsenek. A templom tetőzete régen fazsindely borítású volt, ezt 1960 körül palára cserélték le. 1999-ben a kopott, sérült héjazatot lecseréltették. A tornyot ekkor rézlemezzel fedték be. 2001-ben a lépcsőt építették ujjá a műemlékvédelmi előírások szerint. Figyelemre méltó a torony tetején a történelem viharaira emlékeztető kereszt, csillag, félhold együttes jelenléte, amelyhez hasonlót Petőfi 1845-ben Sajógömörben látott.
A szentsimoni templomot leginkább a művészettörténészek ismerik középkori falfestményei és 1650-ben készült festett famennyezete révén. Ezeken kívül a templom berendezései közt is több figyelemre méltó alkotás található. A főoltár és a Mária-oltár, a szószék, az orgona több száz éves alkotásait jól kiegészítik Prokop Péter, Kontuliné, Molnár C. Pál, és Heintz Henrik munkái. A templom ismertségét tovább növelte a Szlovák Idegenforgalmi Hivatal által létrehozott Gótikus út című projektbe való bekapcsolódás. A templom 1900 körüli állapotáról Malonyai Dezső A magyar nép művészete című könyvében, az 1948-1960 közti felújításról, nagy múltú plébániájáról, plébánosairól Csomor Ernő esperes kéziratában írt részletesen. Több internetes portálon tévesen református templomként jelölik meg.
Ózd városa kiemelten kezeli a műemléket templomot, de gondozásának motorja a mindenkori szentsimoni egyháztanács és az 1995-ben alakult alapítvány. A műemlékegyüttesről több szakdolgozat készült, ezek többségét az Ózd Városi Könyvtár által készített bibliográfia felsorolja. Önálló írásként a TKM (Nagy Károly nevével jelzett) 210. kötete (1985) és F. Dobosi László 2001-ben megjelentett kiadványa jelent meg.